# República Catalana (2017)
|  | Aquest article tracta sobre la República Catalana proclamada el 2017 pel Parlament de Catalunya. Vegeu-ne altres significats a «República Catalana». |

La proclamació de la República Catalana del 27 d'octubre de 2017 fa referència a la resolució i transitorietat de la declaració unilateral d'independència de Catalunya del Regne d'Espanya. Amb la finalitat d'establir un Estat sobirà autònom, va ser portada a terme pel Parlament de Catalunya a efecte del referèndum d'autodeterminació de l'1 d'octubre. La durada d'aquesta proclamació va ser de 8 segons.

## Esdeveniments posteriors

### Declaració de la República Catalana, aplicació de l'article 155 i convocatòria d'eleccions

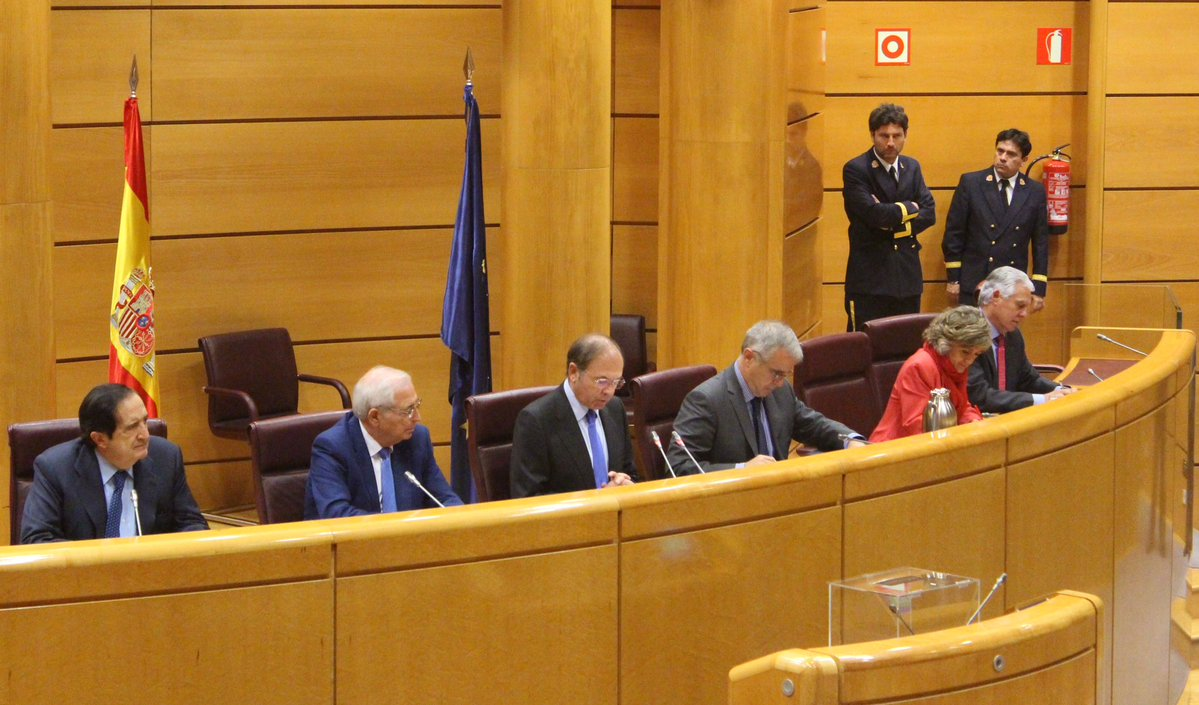
Comissió especial del Senat per a l'aplicació de l'article 155 (presidència)

El 27 d'octubre de 2017, uns minuts després que el Parlament català declarés la independència, el Senat espanyol van aprovar l'article 155 de la Constitució espanyola de 1978. Tres hores després es publicaren al BOE les mesures que permetien al govern espanyol imposar un govern directe a Catalunya. Mariano Rajoy es reuní amb l'executiva per fer efectives les mesures i decidiren el cessament del Govern de Catalunya, així com el mateix President i altres 140 càrrecs. Seguidament, el Govern d'Espanya declarà unes eleccions pel 21 de desembre, després d'haver destituït el Govern de Catalunya.

### Manifestació per la unitat d'Espanya
Societat Civil Catalana (SCC), va convocar una manifestació el 29 d'octubre de 2017 a les 12.00 h al passeig de Gràcia de Barcelona per defensar la unitat d'Espanya i que rebé suport del PPC, PSC, Ciutadans, Españoles de a Pie, Plataforma per Catalunya, Vox, Somatemps i altres organitzacions d'extrema dreta. Segons la Delegació del Govern hi van participar 1.000.000 de persones mentre que segons Guàrdia Urbana hi van assistir 300.000 persones. A la manifestació hi assistiren personalitats com el líder del PPC, Xavier Garcia Albiol, el president de Ciutadans Albert Rivera, el líder del PSC, Miquel Iceta, el delegat del Govern a Catalunya, Enric Millo, el president de la Cambra d'Espanya i de Freixenet, Josep Lluís Bonet, l'exvicepresident del Tribunal Constitucional, Eugeni Gay, l'expresident del Parlament Europeu, Josep Borrell i altres polítics i diplomàtics com Jorge Moragas o Andrea Levy, entre d'altres. Minuts abans a la manifestació un grup de persones agrediren a una treballadora dels Ferrocarrils de la Generalitat en intentar entrar a l'estació. També, algunes persones, llançaren encenedors i monedes a treballadors de la Televisió de Catalunya que eren allà per informar la manifestació. En finalitzar la manifestació hi hagué un incident racista al carrer Pau Claris amb Casp en el qual agrediren a un jove sikh. També un taxista resultà ferit al carrer Casp, a l'altura del passeig de Gràcia, a causa que tiraren objectes contra el vidre del seu vehicle. A la plaça de Sant Jaume, un grup de manifestants, s'enfrontaren a Mossos d'Esquadra llançant-los objectes i escridassant-los. Al vespre els Mossos detingueren un dels homes que els hauria agredit amb un pal de bandera, a la mateixa plaça de Sant Jaume, com a presumpte autor d'atemptat contra l'autoritat. L'home en qüestió hauria agredit a dues persones, cap a les 19.00 h, d'origen sud-americà a la plaça de Catalunya.

### Tancament de webs i crida per declarar a l'AN
El 31 d'octubre de 2017 les pàgines web del Govern i la del president de la Generalitat de Catalunya foren desactivades. Moments després es posà en marxa una web des de Brussel·les amb el mateix contingut que hi havia a la web del president de la Generalitat. Carles Puigdemont i els altres 13 consellers del Govern català, que a l'empara de l'aplicació de l'article 155 pel Govern d'Espanya varen ser cessats, varen ser imputats i hauran d'acudir a l'Audiència Nacional els pròxims 2 i 3 de novembre per declarar davant la jutge instructora Carmen Lamela, qui també jutjà dels presidents d'Òmnium i l'ANC i el cap dels Mossos Trapero i la intendent Teresa Laplana, per presumptes delictes de sedició, rebel·lió i malversació de cabals públics.

### Judici a l'AN i presó per membres del Govern català

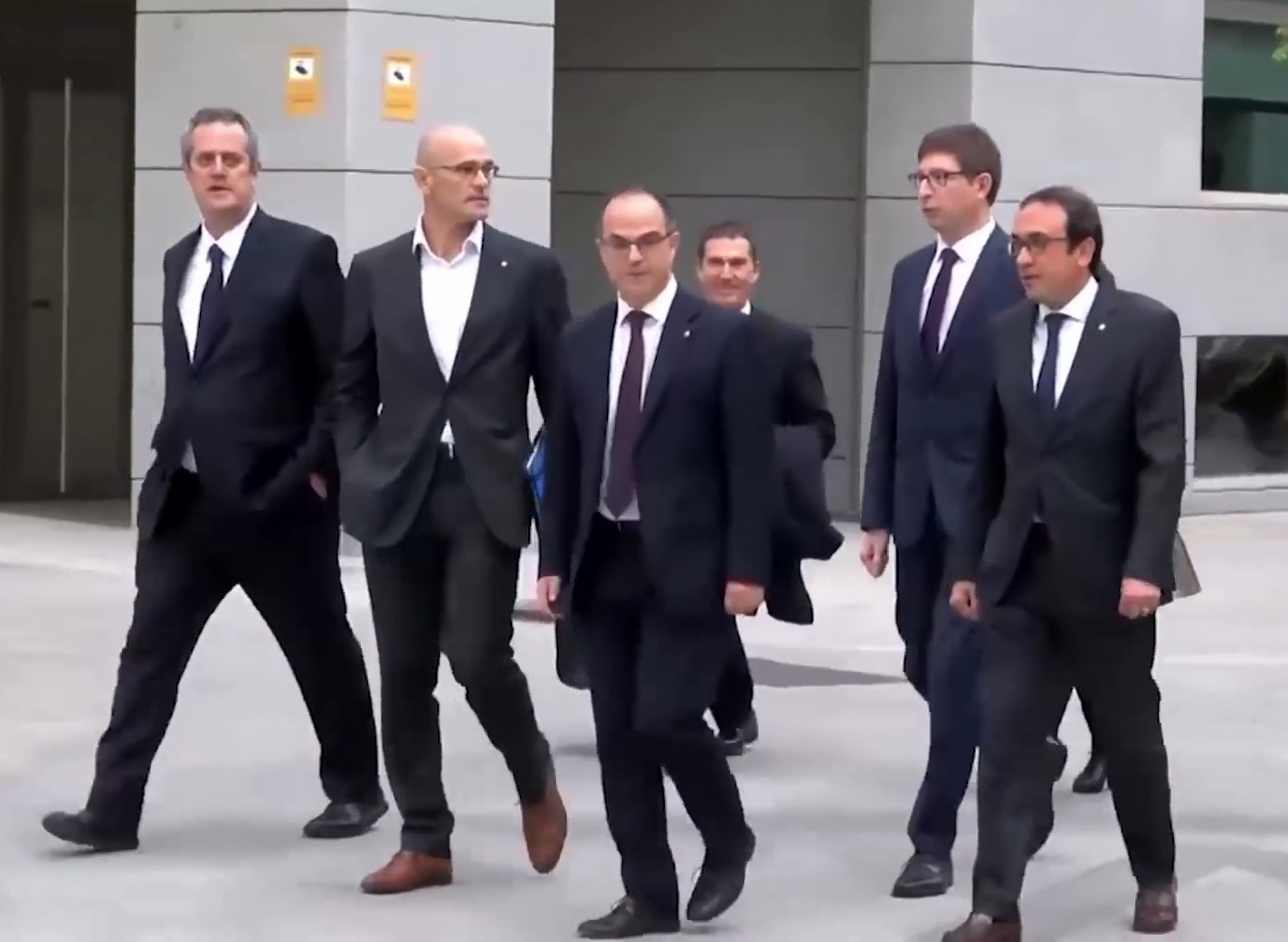
Consellers destituïts del govern de Catalunya es dirigeixen a prestar declaració a l'Audiència Nacional a Madrid.

El 2 de novembre de 2017 vuit membres del Govern català, entre ells, Oriol Junqueras, Jordi Turull, Josep Rull, Meritxell Borràs, Carles Mundó, Raül Romeva, Dolors Bassa, Joaquim Forn i l'exconseller Santi Vila, declararen davant la jutgessa de l'AN Carmen Lamela. El fiscal, Miguel Ángel Carballo va sol·licitar presó incondicional per a tots els membres del Govern català. Santi Vila, en canvi, haurà de pagar una fiança de 50.000 euros que li permetrà evitar la presó, tot i que el mateix dia haurà d'estar-se a presó.
També estaven citats a declarar davant l'AN la presidenta i els membres de la mesa Carme Forcadell, Joan Josep Nuet, Anna Simó, Lluís Guinó, Lluís M. Corominas i Ramona Barrufet als que el jutge Pablo Llanera els acceptà les al·legacions de les defenses i ajornà les declaracions fins dijous 9 de novembre. L'única mesura cautelar que els ha imposat és que donin el seu domicili habitual i un telèfon de contacte permanent per tenir-los localitzats. Per altra banda, Carmen Lamela demanà que s'efectués la detenció de Carles Puigdemont, Antoni Comín, Meritxell Serret, Clara Ponsatí i Lluís Puig que són a Brussel·les des del cap de setmana del 28 i 29 d'octubre. Crida per la Democràcia, integrada per l'ANC i Òmnium, convocaren, després dels fets, manifestacions a les 19.00 h davant del Parlament i davant dels ajuntaments de les capitals de comarca per demanar la llibertat dels presos, seguit d'una esquellotada convocada per les 22.00 h.

### Manifestacions contra l'empresonament dels membres del govern català
El 3 de novembre de 2017 es convocà una aturada davant dels llocs de treball i centres d'estudi a les 12.00 h. Diverses manifestacions en protesta contra l'empresonament dels membres de govern català es produïren durant tot el dia. Segons el Servei Català de Trànsit, des de les 8.00 h es tallaren l'A-2 a Castellolí, la B-23 a Molins de Rei en sentit Barcelona, l'N-145, l'N-230 a Bausen, la C-26 a Foradada, la C-25 a Sallent, la C-14 a Bassella i l'N-340 a Alcanar. Al matí, també quedà interrompuda uns 15 minuts la línia de Ferrocarrils de la Generalitat de Catalunya Barcelona-Vallés per una protesta contra els empresonaments. Segons la Guàrdia Urbana, la Gran Via de Barcelona quedà tallada per una manifestació des de les 8.20 h fins a les 8.45 h. Tot i que a partir de les convocatòries d'aturada de classes, diverses mobilitzacions iniciaren també marxa per diversos carrers, així com centenars d'estudiants de la UB-Raval varen tallar, de nou, la Gran Via. A les 19.00 h es repetiren les concentracions davant de tots els ajuntaments com les del passat 2 de novembre.

### Mobilitzacions arreu i fets del 5 al 8 de novembre de 2017

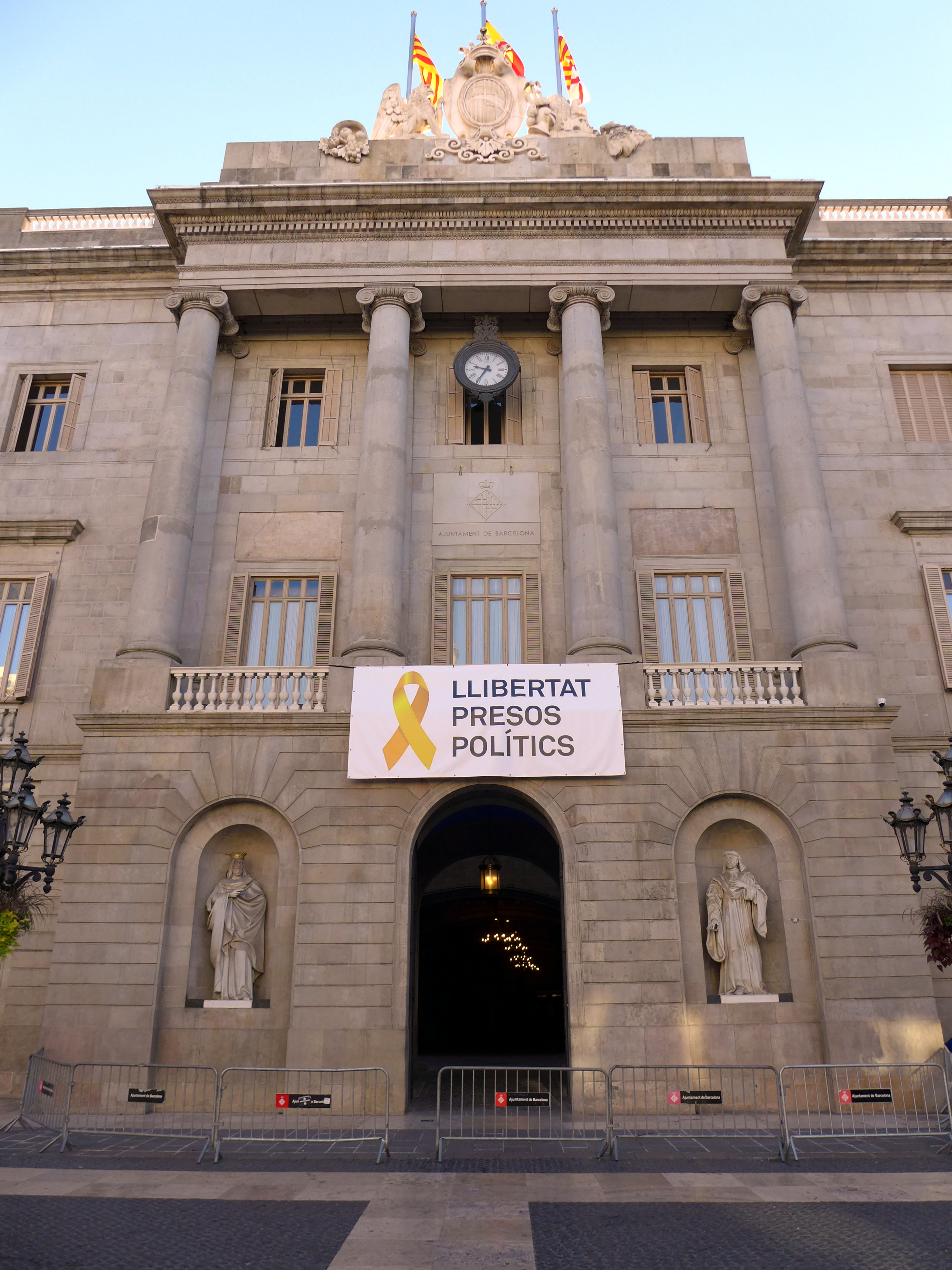
Cartell per la Llibertat dels «presos polítics» a la façana de l'Ajuntament de Barcelona.

Prop de 35.000 persones, segons fonts municipals, es manifestaren el 4 de novembre de 2017, a la tarda, a Bilbao en una manifestació convocada per la coalició sobiranista EH Bildu, els sindicats ELA, LAB, ESK, Steilas, entre d'altres, i la plataforma Gure Esku Dago, per mostrar el seu rebuig a l'aplicació a Catalunya de l'article 155 de la Constitució i per donar suport a l'exercici del dret a decidir. Comptà també amb l'adhesió de formacions polítiques com Podem o Ezker Anitza-IU.
El 5 de novembre de 2017 al matí, a la plaça de la Universitat de Barcelona, les entitats sobiranistes organitzaren una jornada de mobilització per difondre cartells en contra de l'empresonament de diversos consellers del Govern i dels presidents de les entitats sobiranistes. Es van esgotar els 30.000 cartells que havia portat l'organització. A la concentració hi assistiren membres de la plataforma activista Anonymous i diversos polítics com Gabriel Rufián i Joan Tardà. A altres llocs de Catalunya, també es dugueren a terme enganxades de cartells, així com a Girona la concentració va tenir lloc a la plaça del Vi. Unes 5.000 persones, segons la Policia Local, es manifestaren, també, a Lleida per demanar la "llibertat dels presos polítics" i en defensa de la República catalana, la concentració fou convocada pels 30 Comitès de Defensa de la República (CDR) de la província, i començà a la plaça Ricard Vinyes i finalitzà a la plaça Catalunya a Lleida. També, a la plaça de l'Ajuntament de Pamplona hi hagué una concentració per mostrar el rebuig a l'empresonament dels membres del govern català i els presidents de les entitats sobiranistes i l'aplicació de l'article 155. Una altra mobilització a Oviedo, a la plaça de l'Escandalera, en "solidaritat" amb el poble català, contra l'aplicació de l'article 155 i per la llibertat dels "presos polítics". La plataforma "Madrilenys pel dret a decidir" convocà, el mateix 5 de novembre, una concentració a la Puerta del Sol, a les 19.00 h, per reclamar la llibertat dels membres del Govern que van entrar a la presó. Diversos regidors d'Esquerra, Partit Demòcrata i la CUP es tancaren a l'Ajuntament de Rubí per demanar la llibertat dels consellers cessats. Paral·lelament, l'ANC anuncià que participarà en una mobilització a Brussel·les el 6 de desembre a favor de la independència i per demanar l'alliberament dels membres del Govern i els dirigents de les entitats sobiranistes empresonats.
A les 9.17 h del 5 de novembre de 2017, Carles Puigdemont i Meritxell Serret, Antoni Comín, Lluís Puig i Clara Ponsantí que l'acompanyen a Brussel·les es presentaren voluntàriament, a les autoritats de Bèlgica en una comissaria situada a la rue Royale a Brussel·les. La declaració acabà poc després de les 20.40 h del mateix dia. Foren interrogats, a petició pròpia, per un jutge d'instrucció neerlandòfon requerint per al procediment un traductor neerlandès-castellà que assistí als acusats.
Vuit professors de tres escoles de la Seu d'Urgell varen ser citats a declarar pel dia 7 de novembre de 2017 davant el Jutjat de Primera Instància i Instrucció, de la mateixa localitat, per un presumpte delicte d'incitació a l'odi.
El 8 de novembre de 2017 es va celebrar una vaga general a Catalunya, reclamant la llibertat dels polítics presos i en resposta a l'aplicació de l'article 155.

### Judici als membres sobiranistes i la presidenta de la mesa del Parlament de Catalunya
El jutge del Tribunal Suprem Pablo Llarena prengué declaració des de les 10.00 h fins a les 18.00 h del 9 de novembre de 2017 als membres de la mesa i a la presidenta del Parlament de Catalunya Carme Forcadell. El jutge decretà presó sota fiança de 150.000 euros, ja que asseguren que existeix un risc de reiteració del delicte, per a la presidenta del parlament, acusada per la fiscalia de rebel·lió, sedició i malversació. Forcadell ingressarà a la presó d'Alcalá Meco i hauria d'abonar la fiança per a poder-ne sortir.
Als membres de la mesa Lluís M. Corominas, Lluís Guinó, Anna Simó i Ramona Barrufet els imposaren una fiança de 25.000 euros si volen esquivar la presó, i tindrien una setmana de temps per fer-ho, així com, se'ls obliga a comparèixer setmanalment al jutjat més proper al seu domicili o al Tribunal Superior de Justícia de Catalunya, a lliurar el passaport abans d'aquest divendres a les 14.00 h i a no sortir de territori espanyol. Forcadell tindrà les mateixes mesures cautelars quan hagi sortit de presó. A Joan Josep Nuet, el deixaren en llibertat sense fiança. A les 23.40 h, Forcadell abandonà el Tribunal Suprem dins un vehicle particular empleat pel seu trasllat a presó. L'ANC anuncià que la seva "caixa de solidaritat" farà front tant a la fiança de Carme Forcadell, així com dels altres membres de la mesa del Parlament de Catalunya.
El 10 de novembre de 2017 l'ANC, amb la seva "caixa de solidaritat", feu front a la fiança de Carme Forcadell, implicant la seva sortida de presó, així com el 14 de novembre abonaren 100.000 euros –25.000 euros per a cadascun– corresponents de les fiances ordenades contra els membres de la mesa del parlament.

### Manifestació «Llibertat presos polítics. Som República»
L'11 de novembre de 2017 Òmnium Cultural i l'Assemblea Nacional Catalana organitzaren i promogueren una manifestació que tingué lloc al carrer Marina i voltants de Barcelona sota el nom de «Llibertat presos polítics. Som República» per tal de reclamar l'alliberament dels «presos polítics» per haver defensat la creació de la República Catalana. També es va batejar com Manifestació de la Diada Nacional de la Llibertat.

### Prohibicions per part de les juntes electorals central i provincial
El 25 de novembre de 2017 la Junta Electoral Central prohibí als membres de les meses electorals, als interventors i apoderats dels partits de dur el llaç groc en suport als polítics presos justificant la decisió dient que han de "mantenir una posició de completa neutralitat". A més, la Junta Electoral Provincial de Barcelona prohibí a TV3 d'utilitzar les expressions com "govern a l'exili" o "consellers exiliats", ja que entén que infringeix el principi de neutralitat informativa. El 26 de novembre de 2017 la Junta Electoral Provincial de Barcelona ordenà —arran d'un recurs que presentà Ciutadans i després de considerar que la pancarta i qualsevol símbol similar trenquen la neutralitat institucional durant el procés electoral— a l'Ajuntament de Barcelona que retirés la pancarta «Llibertat presos polítics» penjada a la façana del mateix Ajuntament i també tots els eslògans i cartells d'aquesta mena penjats a edificis i dependències municipals. L'Ajuntament finalment retirà la pancarta de la façana. A la tarda del mateix 26 de novembre, el president de Ciutadans, Albert Rivera, celebrà la decisió de la junta. Arran de conèixer-se l'ordre de prohibició de la Junta l'alcalde de Mataró, el socialista David Bote, ordenà retirar la pancarta que penjava, des de dissabte 24 de novembre penjada pels grups municipals d'ERC i CiU, des dels finestrals dels despatxos d'aquests donant a la façana de l'Ajuntament.

## Reaccions

### Reaccions globals a la República Catalana
Les reaccions a moments just després
Diversos membres dels Governs independentistes, van afirmar que treballarien i aconseguirien reconeixements internacionals; no obstant això, cap país va fer-ne cap comunicat oficial reconeixent la República Catalana.
- L'OTAN, amb seu a Brussel·les, digué que la crisi a Catalunya ha de ser resolta "dins del marc constitucional espanyol", i senyalà que Espanya és un membre "compromès" de l'Aliança Atlàntica.
- El Conseller Europeu Donald Tusk es pronuncià dient que la Unió Europea es posiciona en suport al Govern d'Espanya. Acompanyant el suport apel·laren directament al Govern del PP per tal que s'evités l'ús de la força en aplicar-se l'article 155.
- El Ministre d'Assumptes Exteriors francès, Jean-Yves Le Drian, senyalà en un comunicat que "observa amb inquietud" els esdeveniments a Catalunya i sosté que França desitja una Espanya "forta i unida".
- El Departament d'Estat dels EUA emeté un comunicat donant suport a la unitat d'Espanya.

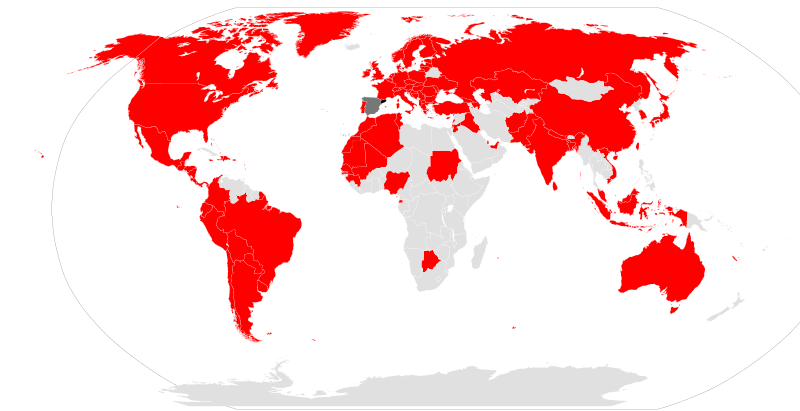
Reconeixement Internacional després de la proclamació de la república catalana.
Vermell = en contra. Gris = no s'han expressat.

#### Les reaccions a hores d'ara
Cap Estat sobirà reconegué formalment la República Catalana. Els següents països han emès declaracions que rebutgen explícitament la República Catalana com a entitat independent i en suport de la integritat territorial i l'ordre constitucional d'Espanya:
- Albània[38]
- Alemanya[39]
- Algèria[40]
- Andorra[41]
- Argentina[42]
- Austràlia[43]
- Àustria[44]
- Azerbaidjan[45]
- Bolívia[46][47]
- Brasil[48]
- Bulgària[49]
- Canadà[50]
- Colòmbia[51]
- Corea del Sud[52]
- Costa Rica[53]
- Croàcia[54]
- Equador[55]
- Emirats Àrabs Units[56]
- Eslovàquia[57]
- Estats Units d'Amèrica[58]
- Estònia[59]
- Finlàndia[60]
- França[61]
- Gàmbia[62]
- Geòrgia[63]
- Grècia[64]
- Guatemala[65]
- Hondures[66]
- Índia[67]
- Indonèsia[68]
- Iraq[69]
- Itàlia[70]
- Japó[71]
- Jordània[72]
- Kazakhstan[73]
- Letònia[74]
- Líban[75]
- Lituània[76]
- Luxemburg[77]
- Malàisia[78]
- Mali[79]
- Malta[80]
- Mauritània[81]
- Marroc[82]
- Mèxic[83]
- Moldàvia[84]
- Noruega[85]
- Països Baixos[86]
- Panamà[87]
- Paraguai[88]
- Perú[89]
- Polònia[90]
- Portugal[91]
- Qatar[92]
- Regne Unit[93]
- República Dominicana[94]
- República d'Irlanda[95]
- República Txeca[96]
- Romania[97]
- Rússia[98]
- Senegal[99]
- Sèrbia[100]
- Sri Lanka[101]
- Suècia[102]
- Suïssa[103]
- Tunísia[104]
- Turquia[105]
- Ucraïna[106]
- Uruguai[107]
- Vietnam[108]
- Xile[109]
- Xina[110]
- Xipre[111]

Bèlgica, Eslovènia i Pakistan han reclamat una solució pacífica i diàleg sense renunciar expressament a reconèixer la independència catalana, mentre que Hongria s'ha limitat a afirmar que es tracta d'assumptes interns espanyols. Israel es va negar a recolzar a Espanya contra la independència de Catalunya, però tampoc reconeix la República Catalana; de la mateixa manera, el Ministre d'afers exteriors de Veneçuela, Jorge Arreaza, va expressar la seva solidaritat amb el poble català i va exigir l'alliberament dels presoners polítics. Alguns països, com Bèlgica o Argentina, van comunicar, a més, un missatge de pau i diàleg.

### Reaccions d'organitzacions internacionals
Com a regió d'Espanya, la comunitat autònoma de Catalunya també forma part de la Unió Europea (UE), la zona euro i l'espai Schengen. Abans de la declaració, es va debatre si una Catalunya independent conservaria la pertinença a la UE i els acords internacionals associats, o que, després de la independència, es trobaria fora d'aquests acords. La secessió de part d'una nació membre no s'adreça específicament als tractats de la UE, tot i que s'han ofert opinions legals tant en el cas de Catalunya com durant el debat sobre el referèndum d'independència d'Escòcia de 2014. La "doctrina Prodi", seguida de la Comissió Europea, afirma que un estat de secessió sortiria de la UE i hauria de sol·licitar la seva adhesió com a país extern. El president del Consell Europeu, Donald Tusk, va declarar que la declaració d'independència "no canviava res" i que la Unió Europea només tractaria amb el govern espanyol, al mateix temps que instava a Espanya a utilitzar "la força de l'argument, no l'argument de la força".
Un portaveu del secretari general de les Nacions Unides, António Guterres, va dir: "Estem tractant de fer un seguiment dels esdeveniments, per ara el secretari general encoratja a tots els interessats a buscar solucions en el marc de la constitució espanyola i a través de canals polítics i legals establerts".
El secretari general de l'OTAN, Jens Stoltenberg, va comentar que "la qüestió de Catalunya s'ha de resoldre dins l'ordre constitucional d'Espanya, Espanya és un aliat compromès, amb contribucions importants a la nostra seguretat".
L'1 de novembre de 2017, Mahmud Afifi, el portaveu de la Lliga Àrab, va rebutjar la independència de Catalunya dient que el futur dels estats s'ha de decidir dins de les constitucions, i afegí: "Confiem en la capacitat del govern espanyol i les seves institucions democràtiques de preservar el sistema constitucional del país i de garantir els drets i llibertats de tots els ciutadans en el marc de la sobirania, el dret i els principis democràtics".
El 5 de novembre de 2017, el portaveu d'ALDE reclamà "mesures urgents" per posar fi al "conflicte social i polític a Catalunya" que vagin més enllà de les "decisions del poder judicial, per molt justificades que siguin".

### Reaccions d'estats que no pertanyen a l'ONU, governs regionals i altres entitats
Abkhàzia i Ossètia del Sud mostraren voluntat de considerar un reconeixement formal si rebien tal sol·licitud del Govern català. El Ministeri de Relacions Exteriors de la República d'Artsakh va emetre una declaració de suport, afirmant: "Considerem important que la resolució de la crisi política entre Barcelona i Madrid s'aconsegueixi exclusivament mitjançant mitjans pacífics, a través del diàleg".
Taiwan va declarar que "espera un diàleg pacífic entre els governs centrals i regionals d'Espanya per resoldre el problema de Catalunya".
Algunes entitats han expressat interès en el reconeixement. Un dels diputats de Lapònia, del Partit del Centre de Finlàndia, té la intenció de presentar una moció al Parlament de Finlàndia que reconeix el nou país.
El ministre-president de Flandes, Geert Bourgeois, va mostrar suport per a la República de Catalunya, però va reconèixer que la decisió correspon al govern federal belga. Després de les detencions de diversos membres del gabinet de la República de Catalunya va instar la UE a intervenir. El president de l'Assemblea de Còrsega, Jean-Guy Talamoni, va expressar el seu suport a la independència catalana. El govern escocès va expressar el seu suport a l'autodeterminació del poble català, afirmant que "comprenen i respecten la posició del govern català", però també va dir que "Espanya té dret a oposar-se a la independència".